# Pralea, Bacău
Pralea este un sat în comuna Căiuți din județul Bacău, Moldova, România.

## Geografie

### Localizare geografică
Satul Pralea este unul din cele nouă sate componente ale comunei Căiuți din județul Bacău. În raport cu comuna, satul se află în sud-vestul acesteia, la o distanță de aproximativ 10 km. Este un sat în lungime, care se întinde pe o distanță de aproximativ 4 km. 

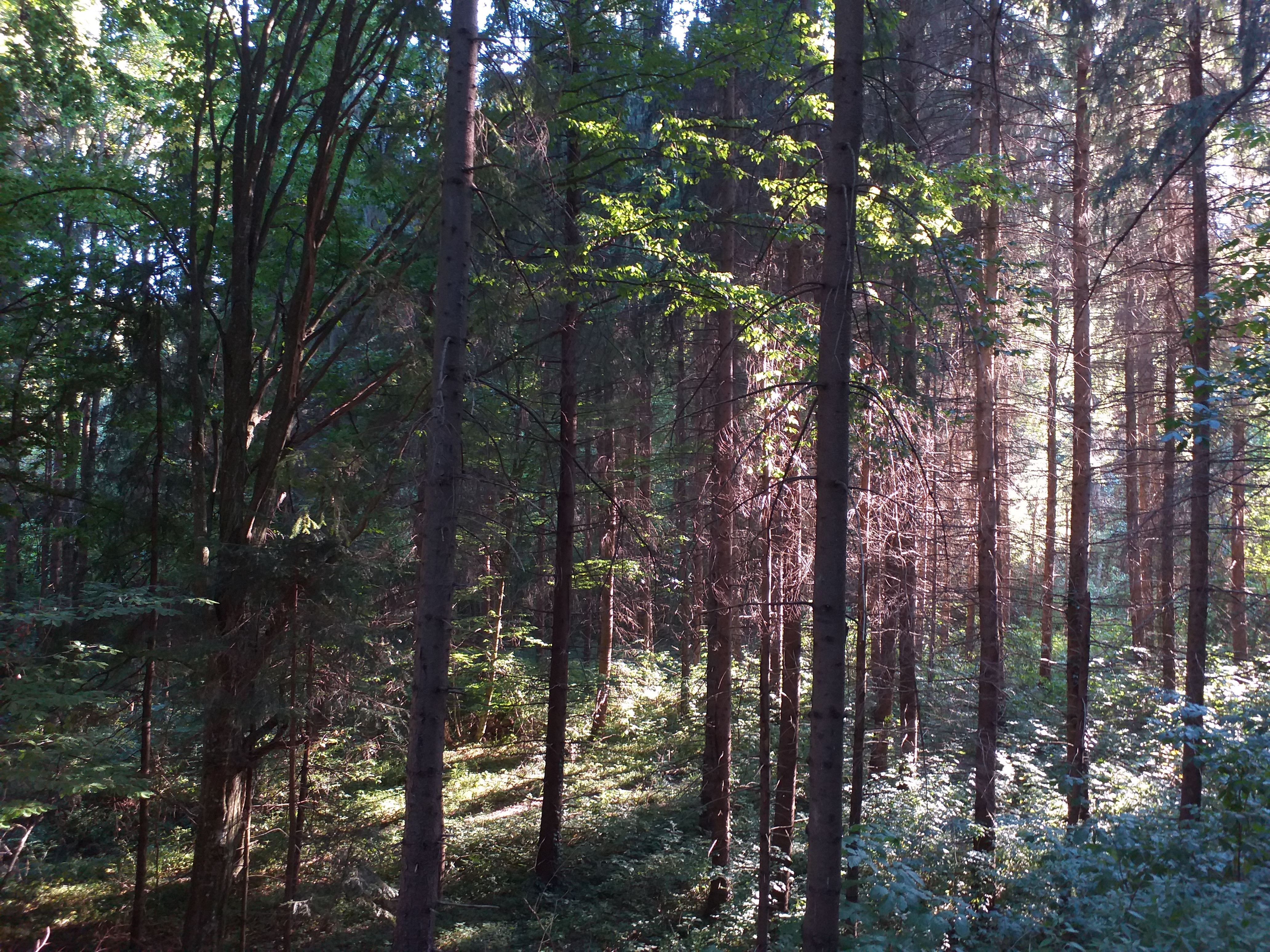
Pădurea din Pralea

### Relief
Altitudinea zonei nu depășește cota de 700 m. Cel mai înalt vârf din apropiere este vârful Oușoru, cu o înălțime de 753 m.

## Istorie

### Atestare documentară
Vechimea satului Pralea este de peste două secole. Numele de Pralea, ca localitate, apare în câteva documente încă din a doua jumătate a secolului al XVIII-lea, cum ar fi recensământul populației și impozitele: Recensământul populației Moldovei din 1774. Satul Pralea a fost înființat de hatmanul Rosetti I, cu oameni proveniți din ținuturile Putnei, în special din valea Șușitei și secui din teritoriul viitorului comitat Trei Scaune din Imperiul Habsburgic, aduși ca robi pentru exploatarea pădurilor.

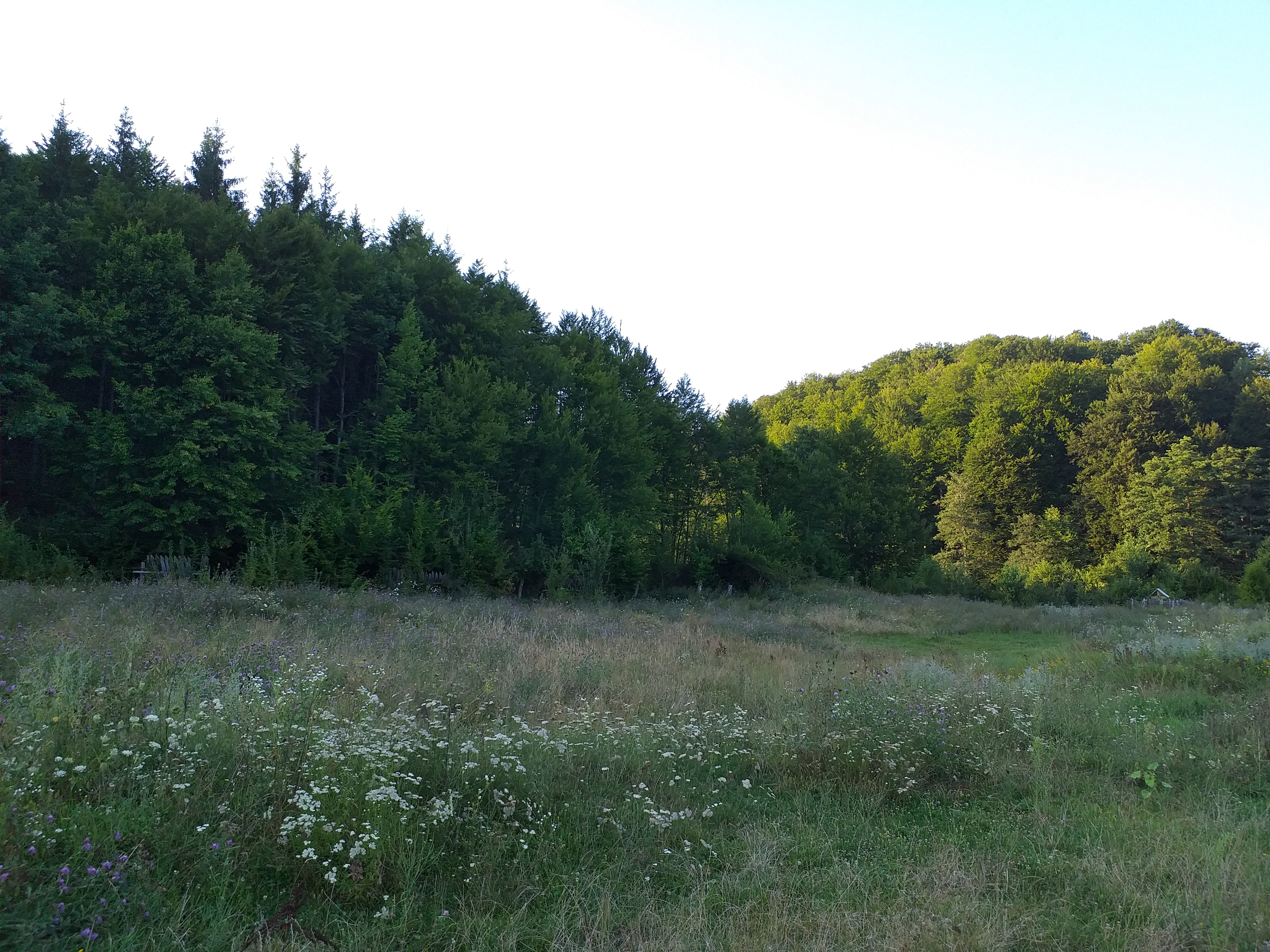
Vegetația din Pralea

### Comunitatea catolică
Catolicii din Pralea au fost menționați pentru prima dată în statisticile catolice care se găsește în „Schematismul Misiunii 1850”, sub denumirea de Praho, având o biserică și un număr de 135 de credincioși.

## Etimologie
Despre numele de Pralea nu se știe cu exactitate de unde ar proveni. Unele mărturii indirecte afirmă că numele de Pralea ar proveni de la vizitiul familiei Rosetti, Nicolae Pralea. Însă această afirmație nu este verosimilă și nici nu există documente cu privire la o astfel de afirmație.

## Biserici

### Bisericile catolice
Dacă la început, datorită numărului mic de credincioși era suficient un lăcaș de cult cu dimensiuni reduse, mai târziu, datorită creșterii numărului de credincioși, acest lăcaș a fost reconstruit și mărit. A avut patru intervenții până să ajungă la actuala structură.
Prima biserică catolică din Pralea ar fi fost construită în prima jumătate a secolului al XVIII-lea, (între anii 1720-1722) și a fost sfințită la 12 septembrie 1722 în cinstea „Sfântul Nume al Sfintei Fecioare Maria”, hram ce îl poartă și astăzi.
A doua biserică catolică datează în jurul anului 1822.
A treia biserică catolică datează din secolul al XX-lea (1940-1978). În anul 1940 a treia reconstituire a bisericii a fost proiectată și construită de inginerul catolic Iosif Konrad. Cheltuiala și manopera au fost suportate de comunitate. Acum biserica avea o lungime de 16 m și o lățime de 6 m. Din cauza că lucrările au fost făcute în grabă întrucât se apropia cel de-Al Doilea Război Mondial, nu s-a ținut cont de calitatea materialului pentru construcție, fapt pentru care, biserica nu a rezistat mult timp.

#### Actuala biserică catolică

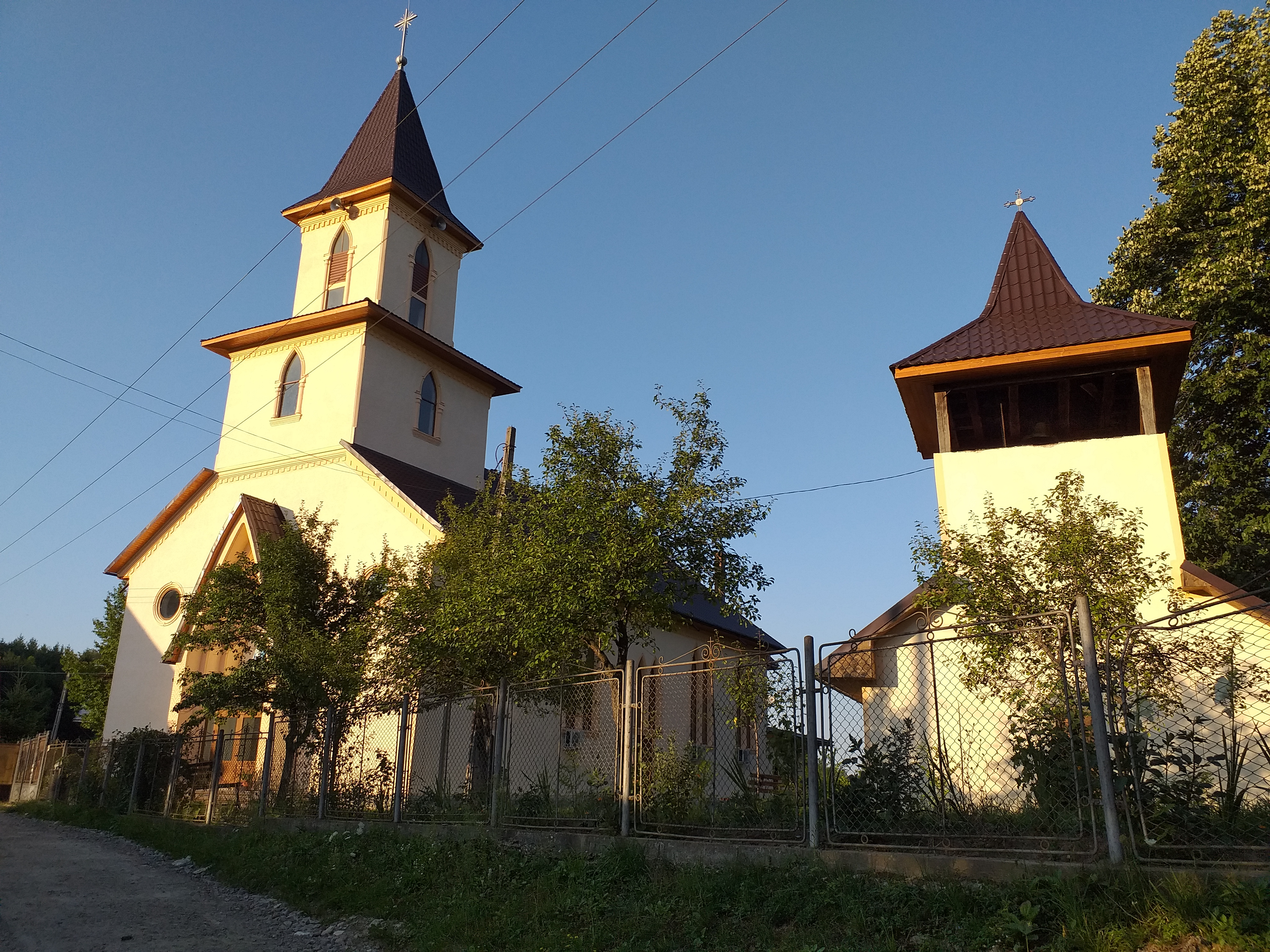
Actuala biserică catolică

Săpăturile pentru construirea noii biserici au început în ziua de Buna Vestire a anului 1978, cuprinzând între zidurile ei vechea biserică. Construirea ei a durat aproape un deceniu din cauza sistemului comunist și a resurselor financiare. Biserica are o înălțime de 31 m, o lățime de 12 m și o lungime de 30 m.
În interior, este realizată astfel: pe boltă are zece tablouri pictate. Primele două îl reprezintă pe Isus Mântuitorul; următoarele două aparițiile sfintei Fecioare Maria la Fatima și la Lourdes; a treia grupă sfânta Tereza de Avila și sfântul Dominic Savio; iar ultima grupă reprezintă pe sfinții Cecilia și Maria Goretti.
La altar este Isus crucificat, însoțit de statuile sfintei Fecioare Maria și sfântul loan, simbolizând imaginea de pe Calvar. În biserică se mai află statuile sfântului Anton (la intrare), a sfinților Petru și Paul, a sfântului losif și a Fericitului leremia. Sfințirea bisericii a avut loc în anul 1999 în ziua de 11 septembrie, în apropierea sărbătorii „Sfântul Nume al Sfintei Fecioare Maria”. În masa altarului bisericii precedente s-au găsit niște oseminte. Nu erau însoțite de nici un document care să ateste proveniența lor (se bănuiește că ar aparține unui sfânt, conform vechii tradiții de a construi o biserică pe mormântul unui sfânt). Aceste oseminte au fost așezate în noul altar al actualei biserici.

### Biserica de lemn „Sf. Nicolae”
Biserica a fost ridicată din lemn de brad în anul 1771 în stil maramureșean și pictată în ulei. O perioada de timp biserica a fost mănăstire, dar apoi călugării s-au retras lăsând biserica pustie. Din istoria acestei biserici se știe faptul că lucrările de renovare din 1862 au fost făcute de trupele române ce au staționat în spatele frontului în războiul din 1916-1918.
Călugării au fost nevoiți să plece de aici fiindcă Lascarache Rosetti, proprietarul de atunci al moșiei Căiuți le-a acaparat pământurile în mod abuziv datorită livezilor ce le aveau. Neavând cum să-și facă singuri dreptate călugării au început să facă procesiuni în jurul moșiei pentru a fi pedepsită această nedreptate. Acest fapt a rămas în memoria sătenilor și l-au interpretat ca un blestem asupra întregului sat, fiindcă, cred ei, din această cauză pământul satului nu este rodnic și lucrativ.